# Scriptaphyosemion
 Scriptaphyosemion és un gènere de peixos de la família dels aploquèilids i de l'ordre dels ciprinodontiformes.

## Taxonomia
- Scriptaphyosemion banforense (Seegers, 1982)
- Scriptaphyosemion bertholdi (Roloff, 1965)
- Scriptaphyosemion brueningi (Roloff, 1971)
- Scriptaphyosemion cauveti (Romand i Ozouf-Costaz, 1995)
- Scriptaphyosemion chaytori (Roloff, 1971)
- Scriptaphyosemion etzeli (Berkenkamp, 1979)
- Scriptaphyosemion fredrodi (Vandersmissen, Etzel i Berkenkamp, 1980)
- Scriptaphyosemion geryi (Lambert, 1958)
- Scriptaphyosemion guignardi (Romand, 1981)
- Scriptaphyosemion liberiense (Boulenger, 1908)
- Scriptaphyosemion roloffi (Roloff, 1936)
- Scriptaphyosemion schmitti (Romand, 1979)[1][2]